# Pierre Nkurunziza
Pierre Nkurunziza (Bujumbura, 18 december 1964 - Karuzi, 8 juni 2020) was een Burundese politicus en van 2005 tot zijn dood president van Burundi.

## Biografie
Nkurunziza werd geboren in 1964 in Bujumbura, de toenmalige hoofdstad van Burundi. Hij ging naar de lagere school in de provincie Ngozi en de middelbare school in Kitenga. Vervolgens studeerde hij af aan de universiteit van Burundi in 1990. Zijn hoofdvakken waren pedagogiek en sport.
Zijn vader, Eustache Ngabisha, was in 1965 tot parlementslid gekozen en werd later gouverneur van twee provincies. Hij kwam om het leven in 1972 tijdens een periode van etnisch geweld die honderdduizenden Burundezen het leven kostte.
Nkurunziza werkte als docent aan de universiteit van Burundi toen er in het land een burgeroorlog uitbrak in 1993, na de moord op de eerste Hutu-president van Burundi, Melchior Ndadaye.
In 1995, nadat het leger de campus van de universiteit had aangevallen, sloot hij zich aan bij de Hutu-rebellengroepering CNDD-FDD als soldaat. In een interview uit 2004 met het persbureau IRIN, blikt hij terug op die gebeurtenis:
"In 1995 viel het Tutsi-leger de campus aan en doodde 200 studenten. Ze probeerden ook mij te doden. Ze schoten op mijn auto, maar ik stapte uit en rende weg. Mijn auto ging in vlammen op. Toen werd ik lid van de CNDD-FDD als soldaat. Deze oorlog is ons opgedrongen; wij zijn hem niet begonnen."
De CNDD-FDD vormde zich na een vredesproces, georganiseerd door Zuid-Afrika en Tanzania,  om tot politieke partij. Nkurunziza klom op in rang en in 1998 werd hij benoemd tot vicesecretaris-generaal van de CNDD-FDD. In 2001 werd hij tot voorzitter gekozen. Eind 2001 splitste een deel van de organisatie zich af. In augustus 2004 werd hij tot voorzitter herkozen.
Sinds eind 2003 was hij minister van Goed Bestuur in de overgangsregering van president Domitien Ndayizeye.
Voor de terugkeer naar de democratie werd een systeem van getrapte verkiezingen overeengekomen. Na een reeks verkiezingsoverwinningen voor de CNDD-FDD in juni en juli 2005 werd Nkurunziza genomineerd als de presidentskandidaat van de CNDD-FDD. Op 19 augustus 2005 werd hij gekozen door de senaat en het parlement om op 26 augustus in functie te treden. Vijf jaar later, in 2010, werd hij met een overweldigende meerderheid door de bevolking herkozen, maar deze verkiezingen werden door alle oppositiepartijen geboycot. Nkurunziza's regering werd beschuldigd van intimidatie en fraude.

### Staatsgreep
Hoewel de grondwet van Burundi bepaalde dat een president maximaal twee termijnen van vijf jaar in functie mocht zijn, stelde Nkurunziza zich in 2015 verkiesbaar voor een derde ambtsperiode. De bevolking protesteerde toen al geruime tijd tegen zijn voornemen om deel te nemen aan deze presidentsverkiezingen. Conform zijn redenatie hield hij zich echter wel aan de grondwet, omdat hij bij zijn eerste termijn aangesteld zou zijn en niet gekozen was door het volk. Op 13 mei 2015 was er een poging om hem af te zetten. In de eerste 24 uur leek deze poging geslaagd. President Nkurunziza was op dat moment in Tanzania om een top bij te wonen over de crisis in Burundi. Na de eerste meldingen over een staatsgreep vertrok hij direct terug, maar naar verluidt bleek het hem onmogelijk te landen, doordat de coupplegers onmiddellijk de landsgrenzen en het vliegveld in de hoofdstad afgesloten hadden. Op 14 mei bleken de belangrijkste milities echter nog steeds aan de zijde van Nkurunziza te staan, waardoor de coup mislukte. Ondanks de hevige onrust won Nkurunziza de presidentsverkiezingen met overmacht. Ook ditmaal zag de oppositie af van deelname.
In 2018 werd de presidentiële ambtstermijn in Burundi opgerekt naar zeven jaar. Nkurunziza besloot niet mee te doen aan de presidentsverkiezingen van 2020; in zijn plaats schoof de CNDD-FDD Évariste Ndayishimiye naar voren, die de verkiezingen won en gekozen werd als zijn opvolger. Nog voor hij de macht kon overdragen overleed Nkurunziza onverwacht op 8 juni 2020. Volgens een Twitterbericht van het officiële kanaal van de Burundese regering stierf hij ten gevolge van een hartaanval in een ziekenhuis te Karuzi.

### Familie/gezin
Pierre Nkurunziza, naar eigen zeggen een wedergeboren christen, was gehuwd in 1994 en vader van twee zonen. Hij komt uit een gezin met zeven kinderen. Twee van zijn broers en zusters kwamen om na de uitbraak van de burgeroorlog in 1993 en drie andere sneuvelden als strijders van de CNDD-FDD. Slechts één zus is nog in leven.